# سوزی راجرز
سوزی راجرز (به انگلیسی: Susie Rodgers) (زادهٔ ۹ اوت ۱۹۸۳) شناگر اهل بریتانیا است.